# Erigeron lackschewitzii
Erigeron lackschewitzii là một loài thực vật có hoa trong họ Cúc. Loài này được G.L.Nesom & W.A.Weber mô tả khoa học đầu tiên năm 1983.